# Šamaš

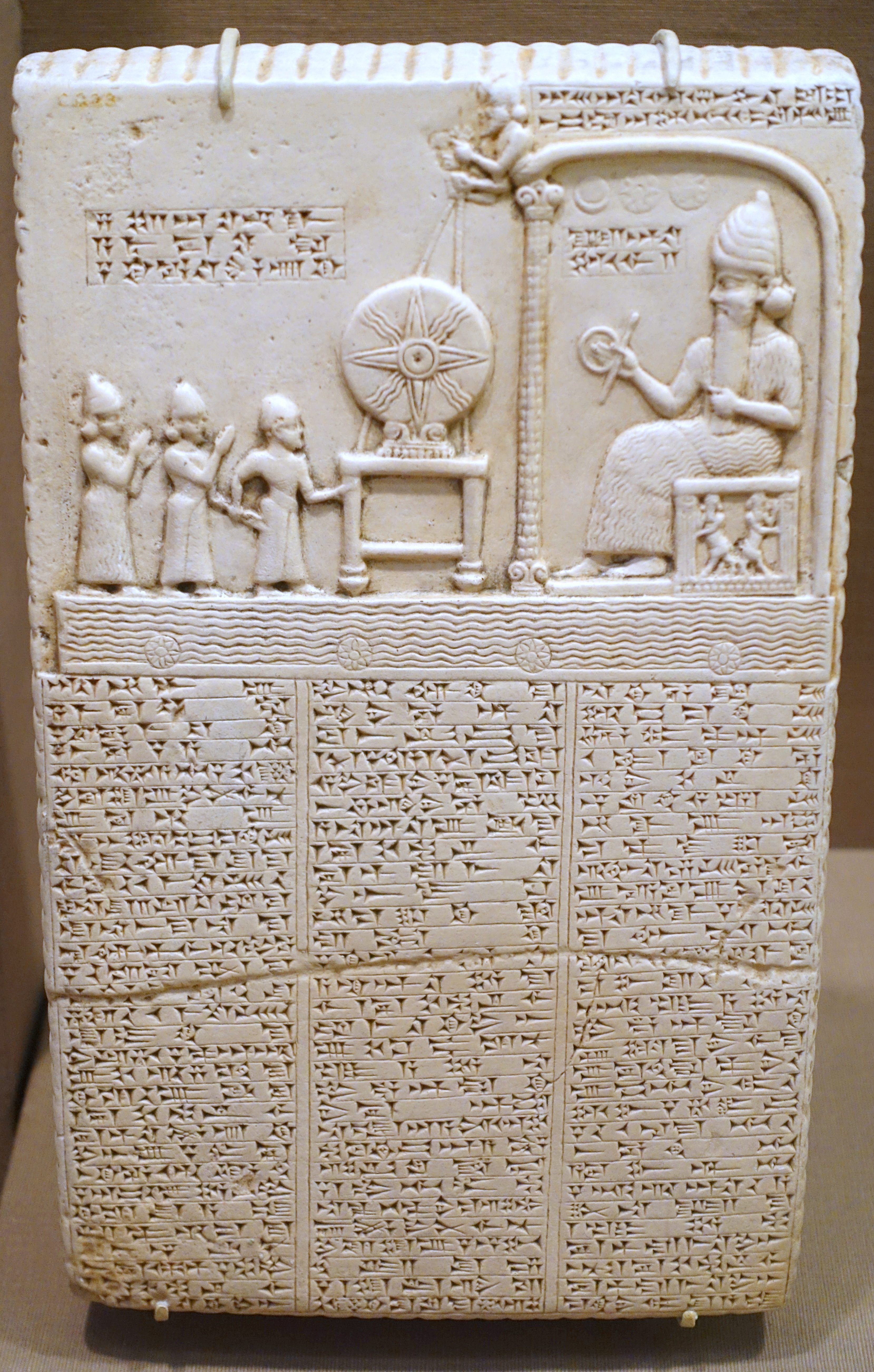
Šamaš, divinità del sole, Sippar, prima età del ferro, 870 A.C., calco in gesso di originale in calcare - Oriental Institute Museum, University of Chicago.

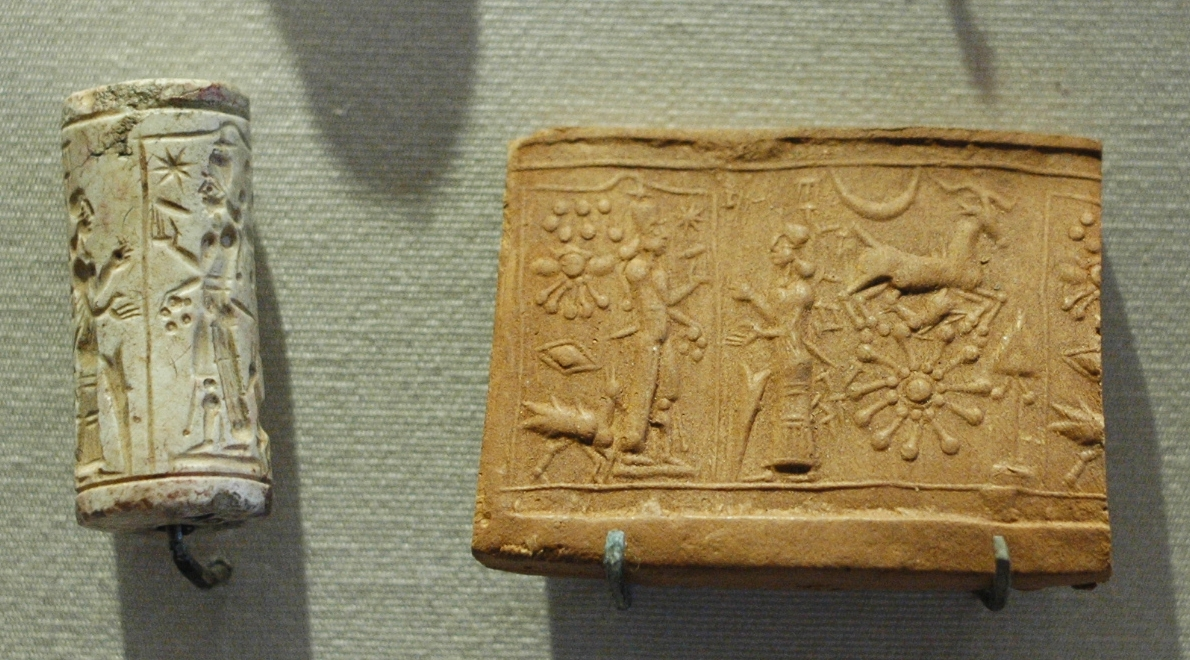
Sigillo cilindrico con scena di culto a Šamaš, calcare (Parigi, Louvre).

Šamaš (Shamash nella resa anglosassone) in accadico e Utu in sumerico era nella mitologia mesopotamica il dio del sole che con il dio della luna Sin (sumerico: Nanna) e Ištar (sumerico: Inanna), dea dell'amore, faceva parte di una triade astrale di divinità. Šamaš era figlio di Sin e la sua consorte paredra originariamente era Aya, successivamente identificata con Ištar.
Šamaš, come divinità solare, esercitava il potere della luce sulle tenebre e sul male. In questa veste fu venerato come dio della giustizia e dell'equità ed era il giudice sia degli dei sia degli uomini.  Secondo la leggenda, il re babilonese Hammurabi ricevette il suo codice delle leggi da Šamaš.
Gli emblemi di Šamaš sono il disco solare con all'interno una stella a quattro punte, da cui si dipartono fasci di raggi, e lo stendardo il quale reca lo stesso disco infitto su un'asta e che è spesso tenuto da un uomo-toro. Di notte Šamaš diveniva giudice degli inferi.
Gli effetti negativi del sole (calore ardente, fuoco degli incendi) erano invece attribuiti alla divinità ctonia Nergal.
Il culto principale di Šamaš si praticava negli É-babbar (o Ebabbar, 'casa dello splendore'), templi a lui dedicati. Due erano gli Ebabbar mesopotamici: l'Ebabbar di Sippar e l'Ebabbar di Larsa. Babbar ('splendore' o 'splendente') era anche un attributo sumerico della divinità, con il quale veniva a volte invocato.
Nella dodicesima tavola del poema di Gilgameš Šamaš viene invocato per aprire il passaggio verso l'Oltretomba e permettere ai due amici, Gilgameš ed Enkidu, di riabbracciarsi. In un'altra versione dello stesso mito è l'invocazione a Šamaš che causa l'apertura, ai piedi di Gilgameš, di una voragine nella quale perde  pukku e mikku, due oggetti simbolici di grande valore, probabilmente un tamburo e una bacchetta, strumenti musicali di carattere sacro nell'antica Mesopotamia.